# بوميريليا

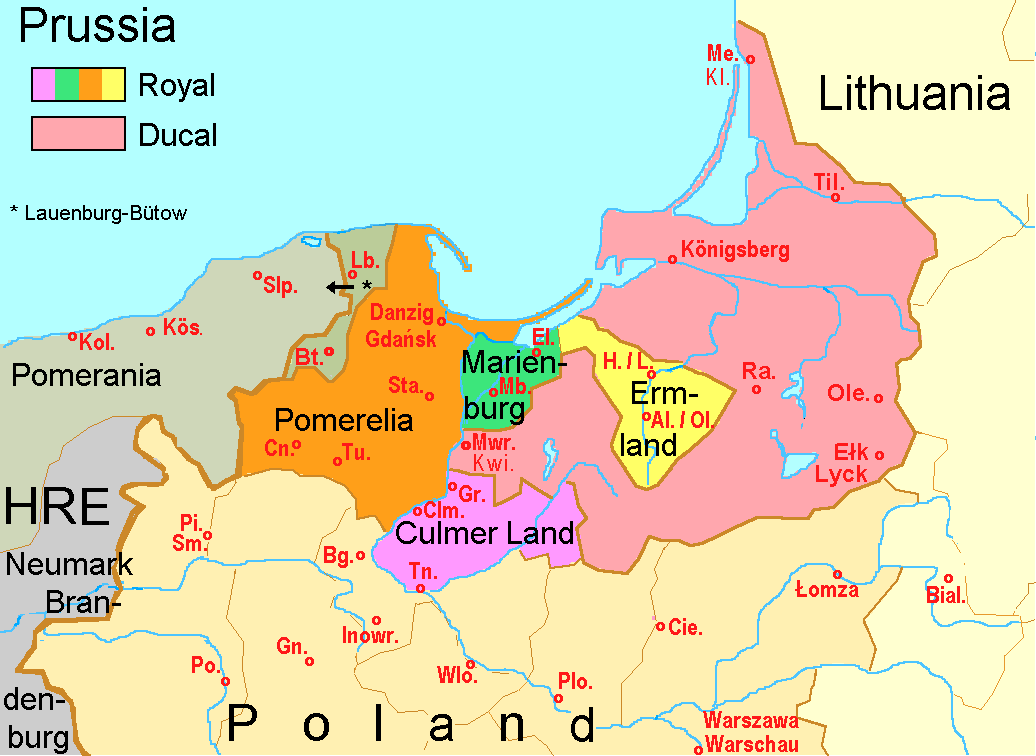
موقع بوميريليا على الخريطة أثناء وجودها ضمن بروسيا الملكية.

بوميريليا (باللاتينية: Pomerelia) (بالألمانية: Pomerellen) والتي تعرف أيضاً باسم بوميرانيا الشرقية حسب (باللغة البولندية Pomorze Gdańskie) هي منطقة تاريخية في وسط أوروبا تقع حالياً في شمال بولندا، وكانت في الماضي جزءاً تاريخياً من بروسيا الملكية.
تقع بوميريليا جغرافياً على الشاطئ الجنوبي من بحر البلطيق وغربي نهر فيستولا، وتعد مدينة غدانسك عاصمتها وأكبر مدنها. تعد منطقة بوميرليا في الوقت الحالي حسب التقسيمات الإدارية الجديدة في بولندا مركزاً لمحافظة بوميرانيا، وتعد منطقة كاشوبيا جزءاً منها.

## اقرأ أيضاً
- بوميرانيا
- كاشوبيا